# Varissaari (ö i Kymmenedalen, Kouvola, lat 61,21, long 26,58)
Varissaari är en ö i Finland. Den ligger i sjön Iso Lahnajärvi och i kommunen Kouvola i den ekonomiska regionen  Kouvola ekonomiska region  och landskapet Kymmenedalen, i den södra delen av landet, 150 km nordost om huvudstaden Helsingfors. Öns area är 1,3 hektar och dess största längd är 220 meter i nord-sydlig riktning.